# TAKURO TOUR 1979 Vol.2 落陽
『TAKURO TOUR 1979 Vol.2 落陽』（タクロウ・ツアー・1979・ヴォリュームツー・らくよう）は、1979年12月5日にリリースした吉田拓郎のライブ・アルバムである。
1979年に行われた日本武道館、篠島、静岡市民文化会館でのライブを収録している。

## リリース
1979年12月5日にフォーライフからリリースされた。
1990年3月21日に『TAKURO TOUR 1979』とセットにし『COMPLETE TAKURO TOUR 1979』というタイトルでCD化された。しかし収録されている「ペニーレインでバーボン」に「つんぼ桟敷」という差別用語とも受け取れる言葉が含まれていることから、生産が中止された。2009年11月25日に、SHM-CDで再発売された際は「ペニーレインでバーボン」の収録を見送られたが、2022年12月21日に「ペニーレインでバーボン」を収録し、『COMPLETE TAKURO TOUR 1979 完全復刻盤』として復刻することが発表された。

## 収録曲
| 全作曲: 吉田拓郎。 |                          |            |            |      |
| #                  | タイトル                 | 作詞       | 作曲・編曲 | 時間 |
| 1.                 | 「あゝ青春」             | 松本隆     | 吉田拓郎   | 6:25 |
| 2.                 | 「君去りし後」           | 岡本おさみ | 吉田拓郎   | 4:33 |
| 3.                 | 「こんなに抱きしめても」 | 岡本おさみ | 吉田拓郎   | 4:16 |
| 4.                 | 「旅の宿」               | 岡本おさみ | 吉田拓郎   | 3:07 |
| 5.                 | 「おいでよ」             | 吉田拓郎   | 吉田拓郎   | 5:30 |
| 合計時間:          | 合計時間:                | 合計時間:  | 23:51      |      |

| 全作曲: 吉田拓郎。 |                  |            |            |      |
| #                  | タイトル         | 作詞       | 作曲・編曲 | 時間 |
| 1.                 | 「爪」           | 松本隆     | 吉田拓郎   | 5:00 |
| 2.                 | 「我が身可愛く」 | 吉田拓郎   | 吉田拓郎   | 5:11 |
| 3.                 | 「狼のブルース」 | 松本隆     | 吉田拓郎   | 5:37 |
| 4.                 | 「落陽」         | 岡本おさみ | 吉田拓郎   | 4:54 |
| 5.                 | 「親切」         | 吉田拓郎   | 吉田拓郎   | 6:00 |
| 合計時間:          | 合計時間:        | 合計時間:  | 26:42      |      |

## 参加ミュージシャン
| ツアーグループ - Organ, Solina, Synthesizer:松任谷正隆 - E.Guitar:鈴木茂 - Sax:ジェイク・コンセプション - E.Guitar:青山徹 - Drums:島村英二 - Piano, E.Piano:エルトン永田 - Bass:石山恵三 - A.Guitar, Percussion, Vocal:常富喜雄 | 瀬尾グループ in 篠島 - Conduct & Arrangement:瀬尾一三 - Organ, Solina, Synthesizer, Accordion:松任谷正隆 - Bass:武部秀明 - Drums:渡嘉敷祐一 - Piano:山田秀俊 - E.Guitar, A.Guitar:青山徹, 笛吹利明 - Percussion:納見義徳 - Trumpet:羽鳥幸治, 岸義和, 隅山時一 - Trombone:新井英治 - B.Sax:砂原俊三 - Sax.Flute:ジェイク・コンセプション - Strings:トマト ストリングス - Chorus:M.Y.M, バズ |